# Sanitetstjeneste
 Denne artikel omhandler overvejende eller alene danske forhold. Hjælp gerne med at gøre artiklen mere almen.
Sanitetstjeneste er den gren af Forsvaret, der varetager behandlingen af syge og sårede i krigstid såvel som i fredstid, samt under Forsvarets missioner i udlandet. Sanitetsfolk er, uanset hvilket værn, de tilhører, underlagt Forsvarets Sundhedstjeneste.
I Hæren er sanitetsenheder underlagt trænet.

## Opgaver i fredstid
I fredstid er sanitetens primære opgave at bemande infirmerierne på de danske kaserner og flyvestationer, samt at yde sanitetsstøtte til de sejlende enheder. Ligeledes udsendes der gerne sanitetsfolk med Danmarks missioner i udlandet, til at yde støtte til de udsendte enheder. 

## Opgaver i krigstid
I krigstid overtager sanitetstjenesten ansvaret for behandling og transport af syge og sårede fra de kæmpende styrker, dog med understøttelse af det civile sundhedsvæsen. Denne indsats foregår – for landkrig – opdelt på 5 echeloner:

### 1. Echelon
Placeret umiddelbart bag fronten. Har primært til formål at opsamle syge og sårede fra kamptropperne og transportere dem tilbage til 2. echelon. Arbejdet foregår med basis fra de reder, kamptroppernes frie sygehjælper har oprettet i forventet læ af direkte ild fra kamppladsen. Fra rederne sørger ambulancer for at indsamle de sårede og transportere dem tilbage til 2. Echelon. De sårede opholder sig kun i reden i den tid der går, til de kan transporteres videre.

### 2. Echelon
Placeret få kilometer fra fronten. På 2. echelon modtages de sårede på afdelingsforbindepladser, oprettet af en sektion fra en sanitetsdeling. Her stabiliseres de sårede og klargøres til videre transport tilbage til 3. echelon, idet afdelingsforbindepladser kun råder over det mest nødvendige udstyr og har begrænsede ressourcer til rådighed. De sårede kan ligge nogle få timer på afdelingforbindepladsen, men da hovedformålet her er at stabilisere de sårede til transport så forbindepladsen kan holdes mobil flyttes patienten videre inden for samme døgn.

### 3. Echelon
Placeret tilbagetrukket fra fronten. På 3. echelon modtages de sårede på hovedforbindepladser, oprettet af en sanitetsdeling. Her kan de sårede i større udstrækning stabiliseres og behandles, om end der kun er adgang til begrænsede ressourcer og simpelt udstyr. Hovedforbindepladser har et begrænset antal sengepladser til patienter. Komplicerede tilfælde og større skader, samt længerevarende sygdomme, kan herfra sendes videre tilbage til 4. echelon. Patienter kan ligge op til 24 timer på hovedforbindepladsen, inden de transporteres videre. Patienter, der kan færdigbehandles inden for dette tidsrum, kan fra forbindepladsen returnere til egen enhed. 

### 4. Echelon
Placeret langt tilbage fra fronten. På 4. echelon modtages de sårede på felthospitalet. Her kan de sårede endeligt stabiliseres og færdigbehandles, idet der her ofte er god adgang til ressourcer og avanceret udstyr, ligesom der er større kapacitet af sengepladser til liggende patienter. Længerevarende indlæggelser vil dog kunne flyttes tilbage til 5. echelon til færdigbehandling. Der er principielt ingen tidsbegrænsning på indlæggelsestiden på felthospitalet, om end langvarige forløb ofte vil overgå til 5. echelon af plads- og kapacitetshensyn.

### 5. Echelon
Består af civile hospitaler. Disse vil i mange tilfælde blive inddraget til at tage "overskuddet" af syge og sårede fra krigen. 

## Personel

### Hæren & Flyvevåbnet
- Sygehjælper
- Sygepasser

### Søværnet
- Sanitetsgast

### Værnsfælles
- Sygeplejerske
- Læge

| Militær | Spire Denne artikel om militær er en spire som bør udbygges. Du er velkommen til at hjælpe Wikipedia ved at udvide den. |